# Cossyphus hoffmannseggi
Cossyphus hoffmannseggi é uma espécie de insetos coleópteros polífagos que pertence à família Tenebrionidae.
Tendo sido descrita no ano de 1797 por Herbst
É uma espécie presente no território português.